# Armand Boileau
Armand Boileau est un linguiste belge, né à Ougrée le 13 octobre 1916 et mort à Liège le 27 février 2004.

## Études et recherche scientifique
Lorsqu’il s’inscrit à l’Université de Liège en 1934, c’est en philologie germanique. Étudiant, il passera quelques mois de sa première licence aux Pays-Bas, à l’Université de Groningue, pour se perfectionner en linguistique germanique comparative, en philologie néerlandaise et en philologie allemande. Il choisit également de suivre les cours de dialectologie wallonne de Jean Haust pendant ses études liégeoises. Il mettra cette compétence en valeur dans son mémoire consacré à l’étude des éléments du wallon liégeois d’origine germanique.
Parallèlement à sa carrière de professeur d’athénée, il va se lancer dans la recherche scientifique et présenter un doctorat en philosophie et lettres en 1942, avec une dissertation sur les verbes d’origine germanique dans le wallon liégeois (étude étymologique, morphologique et sémantique). Il reviendra sur ce sujet après de nouvelles enquêtes et renoncera à l’hypothèse formulée dans sa thèse de la nécessité d’un bilinguisme pour expliquer l’emprunt de verbes wallons, comme djèrî ou tûzer, qui ont un sens abstrait. Ils ont pu être compris à partir d’attitudes très concrètes.
Il entreprend bientôt une vaste enquête toponymique dans le nord-est de la province de Liège, sur une étroite bande frontalière qui va de la Meuse à la Haute-Ardenne, de Mouland à Raeren, pour recueillir les formes orales des noms de lieux-dits germaniques, néerlandais et allemands, mais aussi les noms wallons dans les communes « mixtes » (Mouland, Aubel, Henri-Chapelle, Baelen et Membach) de la frontière linguistique. Boileau nous ramène aux problèmes qui ont été au centre de ses travaux : le bilinguisme, la frontière linguistique et les emprunts. Les doublets toponymiques germano-romans sont analysés dans le détail qu’ils soient traductifs, indépendants ou de formation hybride. Il conclut que la plupart des toponymes de cette région sont d'origine germaniques et non romans, bien que la frontière linguistique n'ait jamais été une limite rigide et fermée. L'influence du Wallon liégeois était grande, particulièrement dans les villages proches de cette frontière linguistique.

## Carrière
Après sa licence, Armand Boileau se dirige vers l’enseignement, d’abord à l’athénée royal de Châtelet (1938-1940), puis, dès 1940, à l’athénée royal de Chênée, où il donnera des cours de néerlandais et des cours d’allemand jusqu’en 1968. Il sera le collègue d’Élisée Legros pendant quelques années. Il enseignera aussi le néerlandais à l’Institut des Langues vivantes de l’Université de Liège de 1961 à 1965. Il publiera divers travaux sur l’enseignement des langues germaniques dans le secondaire.
Armand Boileau avait commencé sa carrière à l’Université de Liège en 1958 comme assistant. Il fut nommé professeur en 1971 après avoir assumé des suppléances (en méthodologie spéciale des langues germaniques) pendant quelques années. Sa charge comprenait des cours de linguistique générale, de grammaire comparée, de phonétique et prononciation des langues germaniques et d’onomastique : anthroponymie et toponymie. Il a succédé au professeur Joseph Warland. Il a été admis à la retraite en 1983.

## Reconnaissance scientifique
Spécialiste de la toponymie germano-romane, Armand Boileau était devenu membre correspondant de la Commission royale de toponymie et de dialectologie en 1960. Il avait été secrétaire de la section wallonne de 1961 à 1965 et secrétaire général de 1969 à 1982. Entre-temps, il était devenu membre titulaire en remplacement de Jules Vannérus en 1970. Pendant de nombreuses années, il déploie une activité intense à la Commission. Il présente régulièrement des communications aux séances. Il rédige le rapport annuel. Il est responsable des publications (de 1969 à 1983).
Très rapidement, ses qualités scientifiques sont reconnues. En 1946, la Koninklijke Academie voor Nederlandse Taal- en Letterkunde lui décerne le Prix Vercoullie de philologie néerlandaise. Ses travaux portent sur les emprunts, le bilinguisme et les rapports entre les langues germaniques et les parlers romans.
Armand Boileau était membre titulaire de la Société de langue et de littérature wallonnes depuis 1952 (élu au siège du germaniste René Verdeyen). Il en avait été le secrétaire de 1959 à 1962. Il avait demandé à devenir membre émérite en 1992.

## Détournement de ses travaux à des fins politiques
Dans les années 1960, ses études réalisées en philologie, étymologie et dialectologie ont servi en partie à justifier les principes nationaux dans un contexte plurilingue: la promotion de l’unilinguisme francophone dans le canton de Malmedy, ainsi que le transfert des Fourons vers la Flandre, en se basant uniquement sur une interprétation des dialectes locaux
.

## Publications
- Mémoire de licence (1937) : Systematisch onderzoek van de woorden van Germaanschen oorsprong in het Luikerwaalsch.
- Bulletin du Dictionnaire wallon (1942): « Classification chronologique des emprunts germaniques en wallon liégeois ».
- Enquête dialectale sur la toponymie germanique du nord-est de la province de Liège. Tome I Introduction. Glossaires toponymiques. (Liège, Librairie P. Gothier, 1954, 476 p., une carte hors-texte.) L’introduction présente en détail la situation très complexe de cette région intermédiaire où se rencontrent trois domaines linguistiques : le roman au sud, le germanique au nord, limbourgeois (dialecte néerlandais) à l’ouest et ripuarien (dialecte allemand) à l’est. La description phonétique de ces parlers est suivie des glossaires toponymiques des 26 communes de l’enquête[1].
- Enquête dialectale sur la toponymie germanique du nord-est de la province de Liège. Tome II Lexique. Grammaire. Index. (Liège, Librairie P. Gothier, 1971, 462 p., une carte hors-texte). Les toponymes y sont identifiés et expliqués. Cet important travail s’achève par une étude fine et minutieuse des différents mécanismes à l’œuvre dans la création et la cristallisation des noms de lieux, tant du point de vue sémantique que morphologique, syntaxique et phonétique[1].